# Сунжа
Сунжа (на руски: Сунжа; на осетински: Сунжæ; на ингушки: Шолжа-хий; на чеченски: Сьолжа) е река в руските кавказки републики Северна Осетия, Ингушетия и Чечения, десен приток на Терек. Дълга е 278 km, а площта на водосборния ѝ басейн е 12 200 km².
Река Сунжа води началото си от северните склонове на Голям Кавказ на 1230 m н.в., в най-източната част на Република Северна Осетия, на 15 km югоизточно от столицата Владикавказ. Около 40 km тече в северна посока по територията на Северна Осетия, при новата столица на Ингушетия град Магас навлиза на нейна територия, постепенно завива на североизток и изток и след 38 km преминава на територията на Чечения. Тук Сунжа тече на протежение около 200 km, като запазва източното си направление до град Грозни, където завива в посока изток-североизток и започва силно да меандрира и да се разделя на ръкави. Влива се отдясно в река Терек при нейния 177-и km на 28 m н.в., на 2 km източно от село Брагуни в източната част на Чечения. Основните ѝ притоци са десни: Аса (133 km), Гехи (57 km), Мартан (61 km), Аргун (148 km), Джалка (77 km), Белка (80 km). Има смесено подхранване с преобладаване на снежното с ясно изразено пълноводие през април и май. През лятото и есента често явление са внезапните ѝ прииждания в резултат на поройни дъждове във водосборния ѝ басейн, когато нивото ѝ за няколко часа може да се покачи с 4 m. Средният годишен отток на 8 km от устието ѝ е 85,4 m³/s. Сунжа е една от най-мътните реки на Русия – 3800 gr/m³, което прави 12,2 млн. т наноси годишно. През XIX и XX век реката е замръзвала ежегодно от няколко дни до 2 – 3 месеца, но през последните 20 – 30 години поради затоплянето на климата това явление почти отсъства. В долното течение водите ѝ през лятото се използват активно за напояване. Цялата долина на реката е гъсто заселена и по течението ѝ са разположени множество населени места, в т.ч. голямото село Сунжа в Северна Осетия, градовете Магас (новата столица на Ингушетия), Назран (старата столица) и Карабулак и районният център станица Орджоникидзевская (всичките в Ингушетия), градовете Грозни (столицата на Чечения) и Гудермес и районният център село Серноводск (всичките в Чечения).